# Daniel Giger
Daniel Giger, född den 1 oktober 1949, är en schweizisk fäktare som tog OS-brons i herrarnas lagtävling i värja i samband med de olympiska fäktningstävlingarna 1976 i Montréal.